# خبز الأرز
خبز الأرز أو الخُبْرُز (منحوتة من: خبز و أرز) (بالإنجليزية: Rice bread)‏ هو نوع من الخبز الذي يصنع بدقيق الأرز بدلاً من دقيق القمح. وهو خالي من مادة الجلوتين، لذلك فهو لن يسبب أي تأثيرات سلبية على الأشخاص الذين يعانون من حساسية الجلوتين(حساسية القمح). يتكون الرغيف الفيتنامي أو ما يسمى (بخبز الباجيت) من خليط تقليدي من دقيق القمح ودقيق الأرز. وفي بعض الأحيان يكون قوام دقيق الأرز مقرمش وملمسه متموج وبداخله هواء. في عام 2001 ميلادي، قامت مجموعة من جامعة ياماغاتا من قسم الهندسة بدراسة استخدموا فيها الرغوة المصنعة لصب التقنية من أجل إنتاج خبز أرز مصنوع بنسبة 100% من دقيق الأرز.

## انظر ايضًا
- سياح (خبز) – أشبه بخبز الصاج إلا إنه مصنوع من الأرز.
- الدوسا – عادةً مصنوع من العدس والأرز.